# عمر بوراش
عمر بوراش (انگلیسی: Omar Borrás؛ زادهٔ ۱۵ ژوئن ۱۹۲۹) بازیکن فوتبال و مربی فوتبال اهل اروگوئه است.
وی به عنوان سرمربی، در سال ۱۹۸۳ ، تیم ملی فوتبال اروگوئه را قهرمان کوپا آمریکا کرد.وی همچنین سرمربی این تیم در جام جهانی فوتبال ۱۹۸۶ بوده‌است.